# Filippo Missori
Filippo Missori, född 24 mars 2004 i Rom i Italien, är en italiensk fotbollsspelare (högerback) som för närvarande och sedan 2023 spelar i Sassuolo i Serie B - där han har kontrakt tills 30 juni 2028. Missoris marknadsvärde beräknas till 2 500 000 euro. Han spelade tidigare i AS Roma och har representerat det italienska landslaget på juniornivå.